# Kanton Le Creusot-Est
Der Kanton Le Creusot-Est war von 1868 bis 2015 ein französischer Wahlkreis im Arrondissement Autun, im Département Saône-et-Loire und in der Region Burgund; sein Hauptort war Le Creusot.

## Gemeinden
Der Kanton bestand aus drei Gemeinden und einem Teil von Le Creusot (angegeben ist hier die Gesamteinwohnerzahl, im Kanton lebten etwa 9.800 Einwohner):
| Gemeinde             | Einwohner Jahr | Fläche km² | Bevölkerungsdichte | Code INSEE | Postleitzahl |
| -------------------- | -------------- | ---------- | ------------------ | ---------- | ------------ |
| Le Breuil            | 3.580 (2013)   | 28,8       | 124 Einw./km²      | 71059      | 71670        |
| Le Creusot           | 22.308 (2013)  | –          | – Einw./km²        | 71153      | 71200        |
| Saint-Firmin         | 833 (2013)     | 15,77      | 53 Einw./km²       | 71413      | 71670        |
| Saint-Sernin-du-Bois | 1.864 (2013)   | 14,67      | 127 Einw./km²      | 71479      | 71200        |